# بنو المصطلق

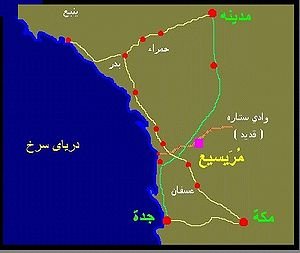

بنو المصطلق هي قبيلة عربية. القبيلة من قبيلة خزاعة، المنحدرة من الأزد القحطانية كانت أراضيهم على مقربة من شاطئ البحر الأحمر  بين جدة ورابغ.

## التاريخ
تعرض بنو المصطلق، المتحالف مع قريش مكة، لهجوم استباقي من المسلمين في شهر شعبان سنة 626 (5 هـ). تلقى المسلمون خبرًا بأن القبيلة كانت تتجمع ضد المسلمين تحت قيادة الحارث بن أبي ضرار. قابلت القوة المسلمة بني المصطلق في معركة في مكان سقاية يدعى المريسيع وهزمتهم بصعوبة، فأخذوا عدداً منهم أسرى.
ومن بين الأسرى الذين أخذهم المسلمون ابنة الحارث الجويرية. وجويرية هذه هي أم المؤمنين التي أصبحت فيما بعد زوجة للنبي محمد صلى الله عليه وسلم.
تضمنت الحملة أيضًا نزاعًا بين المهاجرين والأنصار، عندما دفع خادم عمر البدوي حليفًا للخزرج، الذين حاول زعيمهم عبد الله بن أبي ابن سلول نشر الاستياء في منزل المسيرة. أحبط محمد صلى الله عليه وسلم أي قتال من خلال مواصلة المسيرة على الفور. في وقت لاحق ظهرت حادثة الإفك على ألسنة بعض المنافقين وبعض المسلمين ممن صدق الحادثة، لتنزل بعدها سورة النور وفيها براءة أم المؤمنين السيدة عائشة رضي الله عنها.

## غزو بني المصطلق
تم غزو بني المصطلق في ديسمبر، 627 م، الثامن من شعبان في السنة السادسة للهجرة من التقويم الإسلامي.أخذ عدد من الغنائم والأسرى.
كانت ابنة رئيس بني المصطلق جويرية بنت الحارث واحدة من الأسرى، وقد تزوجها النبي محمد صلى الله عليه وسلم في وقت لاحق بعد أن تقبل والدها الإسلام. وأدى ذلك إلى إطلاق سراح جميع الأسرى من قبل المسلمين وقبلت القبيلة بأكملها الإسلام.[بحاجة لمصدر]